# Бикаталь, Тони
То́ни Биката́ль (фр. Tony Bikatal; род. 25 июня 1999) — камерунский футболист, защитник клуба «Худжанд».

## Карьера
В августе 2020 года перешёл в «Хатлон». Дебютировал в Высшей лиге Таджикистана в матче против «Регар-ТадАЗ».
В сезоне 2020 года забил 2 мяча за «Хатлон».
Впервые отличился забитым мячом в ворота «Файзканда» в августе 2020 года, несмотря на это «Хатлон» проиграл со счётом 2:1. Второй мяч Тони забил в ворота «Истаравшана», что помогло его команде заработать ничью.